# Hey, Hey Helen
"Hey, Hey, Helen" é uma canção gravada pelo grupo pop sueco ABBA lançada no álbum ABBA em 1975. A canção foi o lado B de "Fernando" na Suécia, Austrália, Estados Unidos e Reino Unido. Foi escrita por Benny Andersson, Björn Ulvaeus e Stig Anderson, e gravada em 14 de setembro de 1974.
Fala sobre uma mulher, recentemente divorciada, que deve superar a dor do passado. A música foi incluída no álbum como a faixa #2. Era comumente realizada pelo grupo em suas turnês em 1974 e 1975.